# سردرود
سردرود (بالفارسية: سردرود) هي إحدى مدن محافظة أذربيجان الشرقية، وتقع في الجزء الأوسط من مدينة تبريز في إيران. يقدر عدد سكانها بـ 24,858 نسمة .